# Traduzione assistita dal computer
La traduzione assistita dal computer (nota anche come computer assisted translation, machine assisted translation, machine assisted human translation) indica «una strategia di traduzione in base alla quale i traduttori utilizzano programmi per computer per compiere parte del processo traduttivo».
La traduzione assistita dal computer si distingue dalla traduzione automatica, perché nella seconda il software fornisce una traduzione completa, con un intervento umano molto limitato, mentre nella prima la traduzione del software viene usata come aiuto per velocizzare il processo traduttivo. Risulta comunque difficile separare in modo netto queste due forme di traduzione, dal momento che spesso si sovrappongono.

## Gli strumenti del traduttore
Al giorno d'oggi, vi sono molti tipi di applicazioni usate comunemente dai traduttori professionisti, che vanno dalle più semplici alle più complesse. Queste includono, ad esempio: 
- la videoscrittura;
- le risorse su CD-ROM (dizionari monolingue o bilingue);
- i dizionari online (con o senza una funzione di ricerca automatica);
- il riconoscimento ottico dei caratteri;
- le e-mail;
- i bitesti;
- i corpora;
- gli strumenti per il controllo ortografico e grammaticale, siano essi integrati in software di elaborazione testi, oppure strumenti aggiuntivi e di supporto a sé stanti;
- gli strumenti per il project management, che forniscono il supporto per la gestione di progetti di traduzioni particolarmente lunghi e complessi;
- i programmi di traduzione con l'ausilio di memorie e i segmenti testuali preesistenti o pretradotti;
- i programmi per l'allineamento e la concordanza, che riportano esempi di parole o espressioni e il loro rispettivo significato in un linguaggio monolingue, bilingue o multilingue;
- i programmi per la gestione della terminologia, ovvero degli strumenti concepiti per contribuire a sviluppare e immagazzinare banche dati terminologiche di parole e frasi precedentemente tradotte. Questi strumenti sono particolarmente importanti quando c'è un team di traduttori che lavora insieme a diverse parti di uno stesso progetto o quando si continua un progetto già iniziato;
- i programmi per l'indicizzazione e la ricerca.

### Programmi di traduzione con l'ausilio di memorie
I programmi per la gestione di memorie di traduzione (translation memories software in inglese) archiviano i testi sorgenti e i relativi testi precedentemente tradotti, in un database, in modo che si possa in seguito recuperare e utilizzare i vecchi segmenti di testo tradotti durante il processo di traduzione del nuovo testo sorgente.
Tali programmi dividono il testo sorgente in unità più facilmente gestibili normalmente chiamate "segmenti". La frase all'interno di un testo sorgente può essere considerata un segmento, ma il testo sorgente può essere diviso in parti più grandi, come un paragrafo, o anche più piccole a seconda dell'utilizzo che se ne farà. Il software mostra a turno ogni diverso segmento e, se disponibile nel database, fornisce la traduzione utilizzata precedentemente perché essa possa essere riutilizzata. Se non trova una vecchia traduzione, il programma consente al traduttore di inserire la traduzione per il nuovo segmento. Dopo aver completato la traduzione del segmento, il programma archivia la nuova traduzione e si sposta al segmento successivo.
Nell'uso comune del termine, un(a) memoria di traduzione è un semplice database di campi contenenti: il segmento nella lingua sorgente, la traduzione del segmento, e altre informazioni (paragonabili a metadati) sul segmento stesso (data di creazione, ultima modifica, nome del traduttore, ecc.). Simili alle memorie di traduzione, ma differenti nell'approccio sono i language pair: non viene  utilizzato un database, ma due distinti documenti nelle lingue di origine e di destinazione, che siano tra loro allineati e concordi.
Alcuni programmi per la gestione di memorie di traduzione funzionano come un'applicazione a sé stante, ma esistono anche macro o plugin utilizzabili con i più comuni programmi per l'elaborazione testi. Questi ultimi sono spesso orientati verso formati di documento esclusivi per il programma a cui fanno riferimento e sono per questo i meno diffusi.

### Programmi per l'allineamento e la concordanza
I programmi per l'allineamento vengono utilizzati per allineare e far concordare tra loro due documenti (il sorgente e il tradotto), dividendoli in segmenti, nel tentativo di determinare quali segmenti del documento tradotto siano associabili al documento sorgente, in modo da poter costruire una memoria di traduzione. Molti software consentono di modificare gli allineamenti proposti oppure di allineare manualmente i segmenti di cui non viene trovata corrispondenza. La memoria così creata può essere utilizzata in un programma per traduzione con l'ausilio di memorie.

### Programmi per la gestione della terminologia
I programmi di CAT possono anche servire a creare glossari di termini usati frequentemente, permettendo ai traduttori di lavorare in modo più efficace. I programmi che gestiscono la terminologia sono strumenti di livello avanzato che forniscono al traduttore la possibilità di ricercare le potenziali traduzioni sia con l'ausilio di memorie di traduzione, sia con l'ausilio di specifici database contenenti le traduzioni pregresse per un particolare ambito (ad esempio medicale o informatico) o ancora più nello specifico per una particolare tipologia di prodotto (ad esempio un programma software o un manuale di istruzioni). Sono spesso dei veri e propri dizionari specifici per alcuni particolari registri linguistici. Come le memorie di traduzione anche questi database specifici possono essere aggiornati e utilizzati per la verifica delle traduzioni di particolari termini o vocaboli.

### Programmi per l'indicizzazione e la ricerca
Uno dei nuovi strumenti disponibili per la traduzione assistita è l'indicizzatore e il relativo motore di ricerca. Effettua l'indicizzazione dei testi e funziona come un normale motore di ricerca basato sul web, ma effettua le ricerche in grandi raccolte di memorie di traduzioni per trovare frammenti di frasi, segmenti o anche interi paragrafi che corrispondano ai nuovi segmenti da tradurre. Recupera più traduzioni di un programma che utilizza le sole memorie e ha il vantaggio di poter restringere la ricerca selezionando gli ambiti di applicazione, ma ha lo svantaggio, come per tutti i motori di ricerca, relativo al rischio di ricercare all'interno di database non aggiornati o aggiornati con traduzioni non ancora definitive.

### La validità dellaCAT
La validità della CAT varia a seconda del tipo di testo da tradurre. La Computer Assisted Translation dà risultati più soddisfacenti se utilizzata per tradurre testi appartenenti a un'area specialistica, caratterizzata da coerenza terminologica (lo stesso termine è utilizzato sempre nel medesimo senso), e da coerenza fraseologica (la stessa idea e la stessa azione sono sempre descritte in modo identico), e quando il testo è composto da frasi semplici e brevi, così che aumentano la probabilità di ripetizione e diminuiscono i casi di ambiguità.
I programmi di CAT più moderni e famosi comprendono SDL Trados Studio, memoQ, OmegaT, Wordfast, Déjà Vu, Across, TransSuite e Star Transit. Il  principale vantaggio di questi tipi di programmi è la memoria di traduzione che suggerisce automaticamente traduzioni di parole e frasi nel testo originale.